# Sacca (Goito)
Sacca è una frazione del comune di Goito, in provincia di Mantova, posta nelle vicinanze del fiume Mincio.
Nel 1968 vennero alla luce nella zona alcune sepolture di epoca longobarda, che hanno permesso di studiare la storia di Goito nell'Alto Medioevo.
Su questo territorio è presente un esemplare di quercia classificato come pianta monumentale.

## Origini del nome
Sacca deriva da Saccus, insenatura (del fiume Mincio).

## Monumenti e luoghi d'interesse
Nella zona sono presenti alcune corti appartenute ai Gonzaga, signori di Mantova:
- Corte Bell'Acqua
- Corte Sacchetta
- Corte Bassa